# 아이젠하워 행정동 빌딩

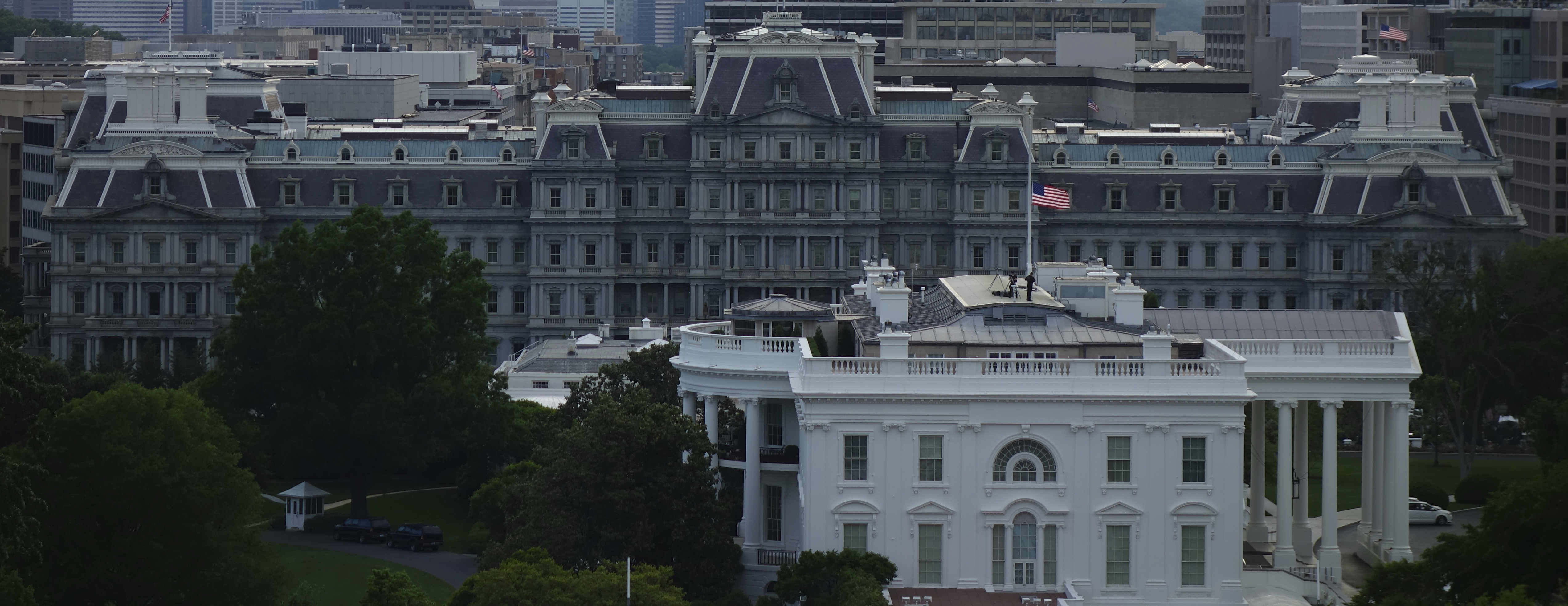
백악관과 아이젠하워 이그제큐티브 오피스 빌딩

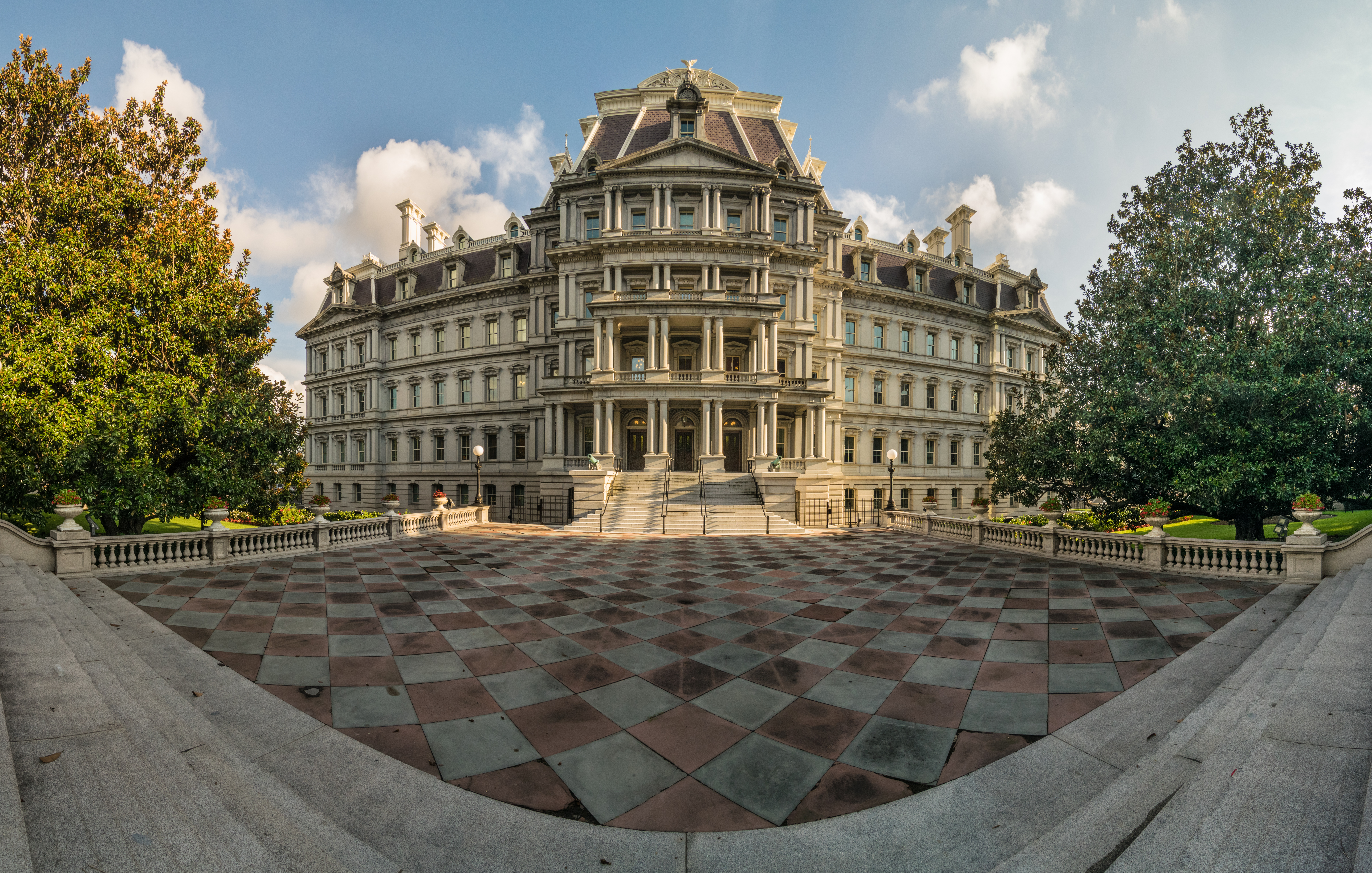

아이젠하워 행정동 빌딩(영어: Eisenhower Executive Office Building)은 미국 백악관 바로 옆에 있는 백악관 업무용 빌딩이다. 미국 부통령이 주로 머무는 곳이다.
연면적 10 에이커(12,241평)에 566개 사무실이 있는 아이젠하워 빌딩은 한때 세계 최대 사무용 빌딩이었다. 많은 백악관 직원 사무실이 이곳에 있다.
마크 트웨인은 "미국에서 가장 멍청한 빌딩"이라고 말했다. 해리 트루먼은 "미국에서 가장 크고 흉물스런 건물"이라고 했다.
1999년 빌 클린턴 대통령이 "아이젠하워 빌딩"이라고 이름을 바꿨다.